# Canal+ (polska platforma cyfrowa)

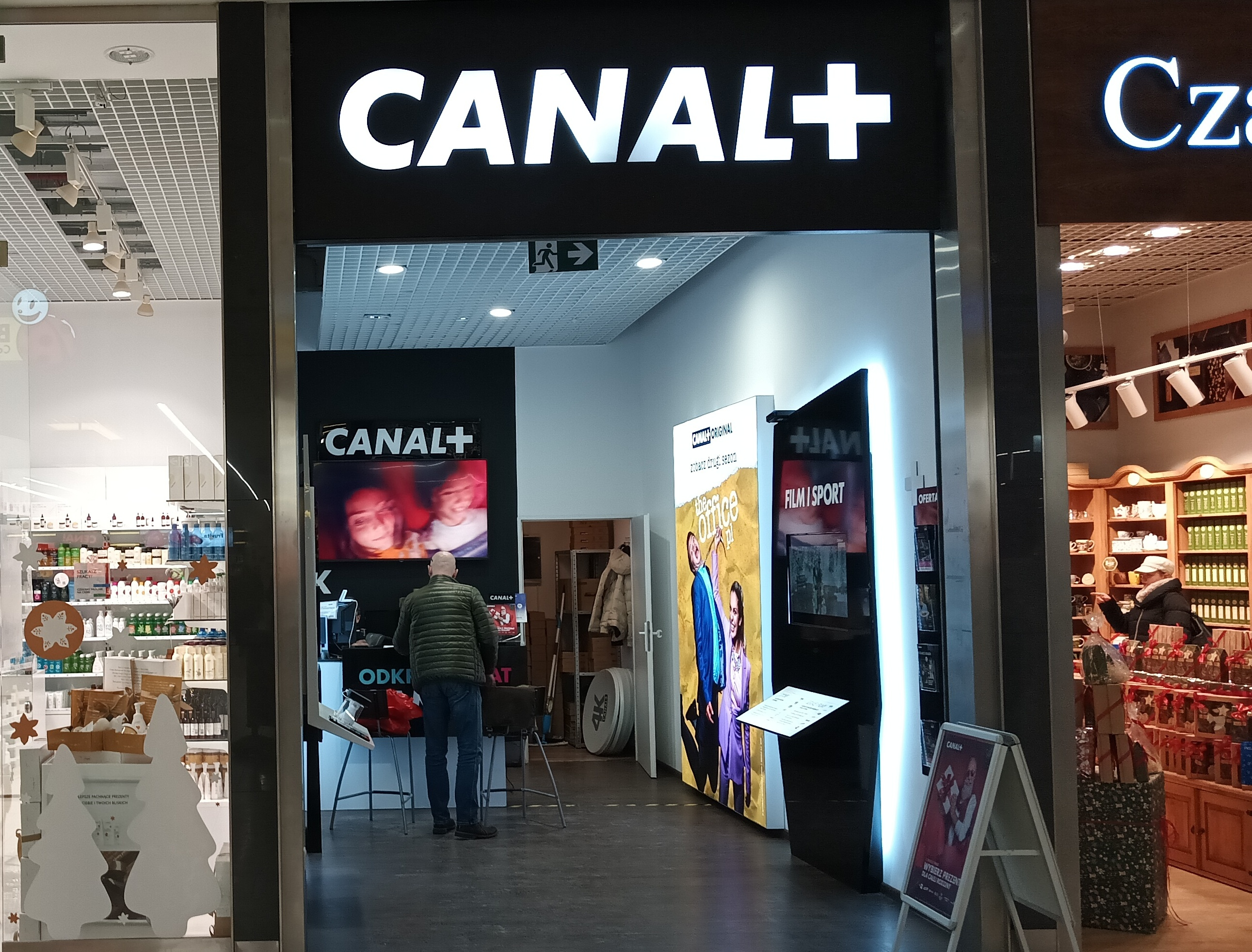
Punkt sprzedaży usług Canal + (Tomaszów Mazowiecki)

Canal+ – wspólna marka usług satelitarnej platformy cyfrowej i telewizji internetowej polskiej spółki Canal+ Polska S.A., będącej częścią francuskiej grupy mediowej Groupe Canal+.
Funkcjonująca do czerwca 2020 pod osobną marką polska satelitarna platforma cyfrowa Platforma Canal+, powstała w wyniku strategicznego partnerstwa Grupy ITI i Grupy Canal+ i fuzji platform Telewizja n oraz Cyfra+. Jej utworzenie związane było z przejęciem przez spółkę Canal+ Cyfrowy spółki ITI Neovision, operatora platformy Telewizja n i objęciu przez Canal+ udziałów w telewizji TVN. Od dnia rozpoczęcia działalności, tj. 21 marca 2013 roku do 2 września 2019 roku platforma nosiła nazwę nc+ nawiązującą do nazw połączonych poprzedniczek (Telewizja n i Cyfra+). 
Właścicielami platformy są Groupe Canal+ (51% udziałów), TVN Warner Bros Discovery (32%) i Liberty Global (17%).

## Historia
Platforma nc+ do końca kwietnia 2013 roku istniała obok ofert macierzystych. Abonenci Cyfry+ i Telewizji n pierwotnie mieli obowiązkowo migrować do nowej, połączonej oferty lub wypowiedzieć umowę.
Platformę uruchomiono 21 marca 2013 roku, w 18. urodziny Canal+ w Polsce. Urząd Ochrony Konkurencji i Konsumentów zezwolił na przejęcie Telewizji n, mimo że stwierdził, że „na obszarach nieobjętych działalnością sieci kablowych operatorzy platform satelitarnych konkurują wyłącznie między sobą”, a z sieci kablowych korzysta 4,6 mln gospodarstw domowych z 13,5 mln w Polsce. Ostatni etap fuzji nastąpił 2 czerwca 2014 roku poprzez połączenie spółek Canal+ Cyfrowy i ITI Neovision.
W listopadzie 2017 platformę nc+ subskrybowało ok. 2,108 mln abonentów, co oznaczało wzrost liczby użytkowników względem poprzedniego kwartału oraz roku.
W lipcu 2019 władze platformy zapowiedziały rebranding marki, polegający na zmianie nazwy na Platforma Canal+ i stworzeniu nowego logo. Koncepcja ta zakłada większą promocję kanałów marki Canal+ i ich dalszy rozwój w ofercie oraz podkreślenie ich kluczowej roli. Są to stacje, w które Canal+ Polska S.A. najwięcej inwestuje na przestrzeni ostatnich lat. Zmiany dokonały się 3 września.
W sierpniu 2019 właściciel platformy, spółka ITI Neovision zawarła umowę dotyczącą nabycia większościowego pakietu w spółce Kino Świat, który wynosi 70%. Na sam początek operator Platformy Canal+ uzyskał dostęp do 1200 produkcji i 2 tys. godzin filmów, które udostępnia m.in. w serwisach VOD, czy kanałach należących do ITI. Liczba ta systematycznie się powiększa.
W dniu 3 września 2019 platforma zmieniła nazwę z nc+ na Platforma Canal+. 1 maja 2020 kanał Canal+ stał się stacją Canal+ Premium. Nazwę Canal+ otrzymała natomiast usługa telewizji internetowej bez umów i zobowiązań, w której pakiety wykupuje się na miesiąc z góry, licząc od dnia zaksięgowania wpłaty. Na polskim rynku konkurencję stanowią dla niej platformy online WP Pilot, Play Now i Polsat Box Go. Canal+ umożliwia oglądanie m.in. programów ogólnotematycznych, sportowych, rozrywkowych, informacyjnych i przeznaczonych dla dzieci. Wszystkie kanały nadawane są w czasie rzeczywistym emitowania danej audycji, czy filmu. Serwis udostępnia też bogatą bibliotekę VOD. Zbliżoną ofertę pakietów posiada również serwis internetowy Player+, który również należy do grupy ITI Neovision.
Pierwszym prezesem połączonych operatorów został Julien Verley, którego 8 września 2015 zastąpił Manuel Rougeron, a 1 czerwca 2019 funkcję tę objęła Edyta Sadowska.
W maju 2020 została uruchomiona usługa Canal+ Online..
W sierpniu 2022 doszło do zmiany listy kanałów platformy. Kanały Canal+ znalazły się na pierwszych miejsca na liście.

### Logo

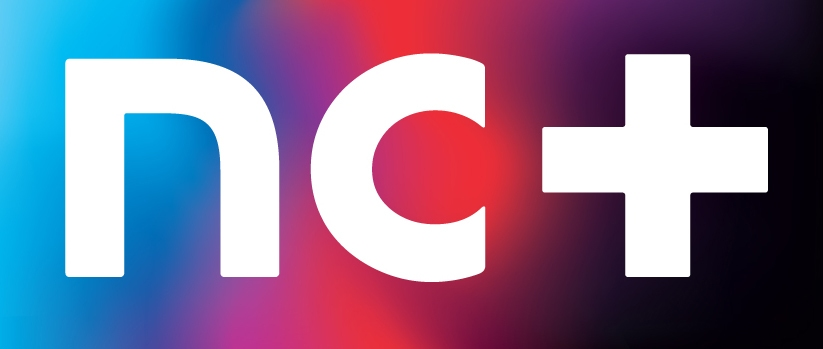
Logo nc+ obowiązujące od marca do października 2013
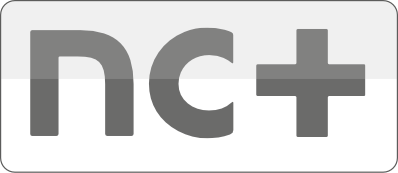
Logo nc+ obowiązujące do 2 września 2019
Logo Platformy Canal+ obowiązujące od 3 września 2019

## Krytyka i sankcje
Uruchomieniu platformy towarzyszyły kontrowersje. Analitycy zwracali uwagę na fakt, iż nowa oferta cenowa (ceny wyższe o 33-50% za tę samą lub mniejszą liczbę kanałów), zwłaszcza w przypadku najbogatszych pakietów, odbiega od standardów polskiego rynku. Wielu abonentów wyrażało swoje niezadowolenie dotyczące wysokości opłat oraz zawartości i braku elastyczności pakietów w konstrukcji oferty, co zostało zauważone także przez media. Na portalu społecznościowym Facebook powstała strona skupiająca niezadowolonych z oferty. Również Urząd Ochrony Konkurencji i Konsumentów zajął się badaniem zgłoszeń mówiących o nieprawidłowościach prawnych związanych z prezentacją nowej oferty abonentom dawnej Cyfry+ i platformy cyfrowej Telewizja n. 29 kwietnia 2013 Urząd Ochrony Konkurencji i Konsumentów ukarał ITI Neovision sankcją w wysokości blisko 11 mln zł za złamanie prawa przy wprowadzeniu oferty nowej platformy i informowaniu o jej warunkach. Ponadto UOKiK nakazała natychmiastowe usunięcie skutków zakwestionowanych działań wobec abonentów.
Abonenci, którzy wykupili poprzednie oferty, byli zawiedzeni również obowiązkową migracją, która według mediów miała być dobrowolna.

## Kanały autorskie
| Logo              | Nazwa              | Udziały w rynku | Format obrazu | Uwagi |
| Kanały ogólne     | Kanały ogólne      | Kanały ogólne   | Kanały ogólne | Kanały ogólne |
| ----------------- | ------------------ | --------------- | ------------- | --- |
|                   | Canal+ Premium     | 0,89%           | 16:9          | Pierwszy polski płatny kanał telewizyjny. Do 1 maja 2020 roku pod nazwą Canal+.                                               |
|                   | Canal+ 360         | -               | 16:9          | Kanał uniwersalny. |
|                   | Canal+ 1           | -               | 16:9          | Retransmisja kanału Canal+ Premium z godzinnym opóźnieniem.                                                                   |
| Kanały filmowe    |                    |                 |               | |
|                   | Canal+ Film        | 0,14%           | 16:9          | Kanał nadający w większości powtórki filmów mających premierę na Canal+ Premium, czasem również emitujący pozycje premierowe. |
|                   | Canal+ Seriale     | -               | 16:9          | Kanał, na którym emitowane są głównie seriale, czasem również filmy.                                                          |
|                   | Ale kino+          | 0,12%           | 16:9          | Emituje nie tylko filmy, lecz także magazyny i reportaże poświęcone kinematografii oraz wywiady.                              |
|                   | Novelas+           | -               | 16:9          | Kanał poświęcony telenowelom argentyńskim i tureckim.                                                                         |
| Kanały sportowe   |                    |                 |               | |
|                   | Canal+ Sport       | 0,11%           | 16:9          | Grupa kanałów, która składa się z głównego kanału sportowego i kanałów ponumerowanych od 1 do 5.                              |
|                   | Canal+ Sport 5     | 0,07%           | 16:9          | Do 4 kwietnia 2022 pod nazwą nSport+.                                                                                         |
|                   | Canal+ Now         | -               | 16:9          | Kanał nadający transmisje sportowe. Dawniej w jakości 4K UHD.                                                                 |
|                   | Canal+ Extra 1     |                 |               | Kanał emitujący mecze Ligi Mistrzów                                                                                           |
|                   | Canal+ Extra 2     |                 |               | Kanał okazjonalny emitujący mecze Ligi Mistrzów                                                                               |
|                   | Canal+ Extra 3     |                 |               | Kanał okazjonalny emitujący mecze Ligi Mistrzów                                                                               |
|                   | Canal+ Extra 4     |                 |               | Kanał okazjonalny emitujący mecze Ligi Mistrzów                                                                               |
|                   | Canal+ Extra 5     |                 |               | Kanał okazjonalny emitujący mecze Ligi Mistrzów                                                                               |
|                   | Canal+ Extra 6     |                 |               | Kanał okazjonalny emitujący mecze Ligi Mistrzów                                                                               |
|                   | Canal+ Extra 7     |                 |               | Kanał okazjonalny emitujący mecze Ligi Mistrzów                                                                               |
| Kanały dziecięce  |                    |                 |               | |
|                   | MiniMini+          | 2,12%           | 16:9          | Kanał nadawany dla najmłodszych telewidzów.                                                                                   |
|                   | teleTOON+          | 0,58%           | 16:9          | Kanał dla dzieci w wieku wczesnoszkolnym.                                                                                     |
| Kanały edukacyjne |                    |                 |               | |
|                   | Canal+ Dokument    | -               | 16:9          | Kanał emitujący programy o ludziach, ich pasjach i osiągnięciach.                                                             |
|                   | Planete+           | -               | 16:9          | Kanał poświęcony filmom i reportażom dokumentalnym.                                                                           |
| Kanały rozrywkowe |                    |                 |               | |
|                   | Canal+ Domo        | 0,08%           | 16:9          | Kanał nadający programy o profilu nieruchomości i jej projektowaniu.                                                          |
|                   | Canal+ Kuchnia     | 0,094%          | 16:9          | Kanał kulinarny. |
| Kanały UHD        |                    |                 |               | |
|                   | Canal+ 4K Ultra HD | -               | 16:9          | Kanał emitujący filmy i seriale w jakości 4K.                                                                                 |

## Transpondery
- Hot Bird 13G, tp. 4 (11,278 GHz, pol. V, SR: 27500, FEC: 5/6, DVB-S2/8PSK) po Cyfrze+
- Hot Bird 13G, tp. 11 (11,411 GHz, pol. H, SR: 27500, FEC: 5/6, DVB-S2/8PSK) po Cyfrze+
- Hot Bird 13G tp. 13 (11,449 GHz, pol. H, SR: 27500, FEC: 5/6, DVB-S2/8PSK) po "n"
- Hot Bird 13G, tp. 15 (11,487 GHz, pol. H, SR: 27500, FEC: 5/6, DVB-S2/8PSK) po Cyfrze+
- Hot Bird 13G, tp. 110 (10,719 GHz, pol. V, SR: 27500, FEC: 3/4, DVB-S2/8PSK) po Cyfrze+
- Hot Bird 13G, tp. 114 (10,796 GHz, pol. V, SR: 27500, FEC: 3/4, DVB-S2/8PSK) po Cyfrze+